# Corus laevidorsis
Corus laevidorsis là một loài bọ cánh cứng trong họ Cerambycidae.